# Bactrocera atypica
Bactrocera atypica
 es una especie de díptero que White y Evenhuis describieron por primera vez en 1999. Bactrocera atypica pertenece al género Bactrocera de la familia Tephritidae.